# 里奧翁多縣

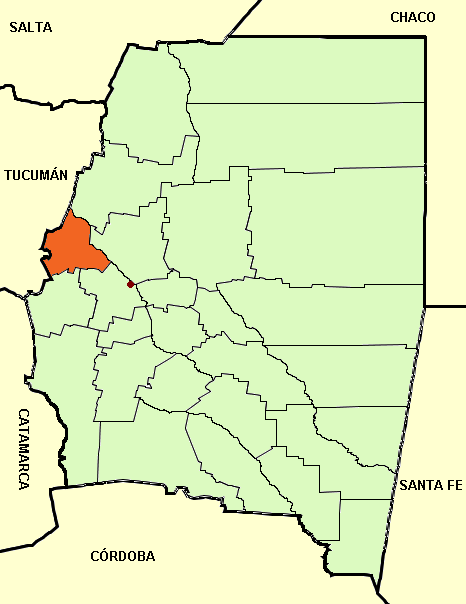

27°29′51″S 64°51′47″W / 27.49750°S 64.86306°W
里奧翁多縣（西班牙語：Departamento Río Hondo），是阿根廷的縣份，位於該國北部聖地亞哥-德爾埃斯特羅省，首府設於特馬斯德里奧翁多，面積2,124平方公里，2010年人口54,867，人口密度每平方公里25.83人。